# Kim Il-kwang
Kim Il-kwang (ur. 9 sierpnia 1970) – północnokoreański zapaśnik w stylu wolnym. Zajął 7 miejsce w mistrzostwach świata w 1999. Brązowy medal na mistrzostwach Azji w 1997, 1999 i 2000 roku.